# ヴラッド・ヤツェンコ
ヴラッド・ヤツェンコ（宇: Влад Яценко、Vlad Yatsenko）はウクライナ出身の億万長者であり、金融サービス会社Revolutの共同創業者兼CTOである。

## 経歴
父親が軍人であったため、勤務地の東ドイツで生まれた。ソ連の崩壊後、家族はオデッサの近くの町ユージヌイに移った。
2000年にペトロー・モヒーラ黒海国立大学のコンピュータサイエンス学部に入学した（当時はムィコラーイウにおかれたキーウ・モヒーラ・アカデミー国立大学の一部だった）  。2006年に卒業。
ポーランドのIT企業Comarchのクラクフオフィスでの勤務の後、2010年にUBSで働くためにロンドンに移った。後にはクレディ・スイスで働いた。
クレディ・スイス時代に、ロシア出身の金融家ニコライ・ストロンスキーと知り合った。彼は2014年に「複数の通貨に対応したカード」を具体化できないかとヴラッドに提案した。ストロンスキーはヴラッドを単なる開発者としてでなく、技術部門を統括する共同創業者として招こうとした。ヤツェンコはこれに応じ、2015年にRevolut(レボリュート)という名前でプロジェクトは正式に立ち上げられた。2018年4月、Revolutの評価額は17億ドルに達した。2020年2月には評価額は60億ドルに達した。
2021年、ヤツェンコの資産は会社価値の再評価後、13億ドルに達した。
2022年のロシアによるウクライナ侵攻においては強い言葉でプーチンを批判しており、Revolutはウクライナ難民に有利な条件で提供している。